# Hercules: The Legendary Journeys
 (mars 2024).
Si vous disposez d'ouvrages ou d'articles de référence ou si vous connaissez des sites web de qualité traitant du thème abordé ici, merci de compléter l'article en donnant les références utiles à sa vérifiabilité et en les liant à la section « Notes et références ».
Hercules: The Legendary Journeys est un jeu vidéo beat them all sorti en 2000 sur Nintendo 64. Le jeu a été développé par Player 1 et édité par Titus Software.
Le jeu est basé sur la série télévisée Hercule.